# Ruttkay Mária
Ruttkay Mária (Budapest, 1906. december 8. – Veszprém, 1988. szeptember 1.) magyar színésznő, érdemes művész (1968). Czeglédy Sándor színész felesége.

## Életrajza
1931-ben végzett az Országos Színészegyesület Színészképző Iskolájában, színészi pályafutása szubrettként indult. Mielőtt Veszprémbe költözött volna, több vidéki színházban játszott, főleg komikusi és jellemszerepeket. 1961-től élete végéig a Veszprémi Petőfi Színház tagja volt. Első szerepe Plankenhorst Alphonsine volt Jókai Mór: A kőszívű ember fiai című művében. Veszprémben több emlékezetes alakítást nyújtott, többek között Warrennét alakította G. B. Shaw: Warrenné mestersége darabjában, valamint a Nagyasszonyt Bródy Sándor: A tanítónő című művében. Több évig futott a színházban Shakespeare: Rómeó és Júlia című darabja, ahol a Dajkát alakította.
Szerepelt Madách Imre: Mózesében (Jokhabéd), Szigligeti Ede: Liliomfijában (Camilla), Lev Tolsztoj: Háború és Békéjének színpadi feldolgozásában (a grófnő), valamint Visnyevszkij: Optimista tragédiájában (Az öregasszony). Utolsó alkalommal 1984. május 28-án lépett fel, Gertrudét alakította Thornton Wilder: A házasságszerző című komédiájában.
Tevékenységét 1968-ban érdemes művész kitüntetéssel jutalmazták. 1986-ban a Veszprémi Városi Tanács Pro Urbe emlékéremmel tüntette ki.